# Le Bémont
Le Bémont (toponimo francese) è un comune svizzero di 314 abitanti del Canton Giura, nel distretto delle Franches-Montagnes.

## Monumenti e luoghi d'interesse

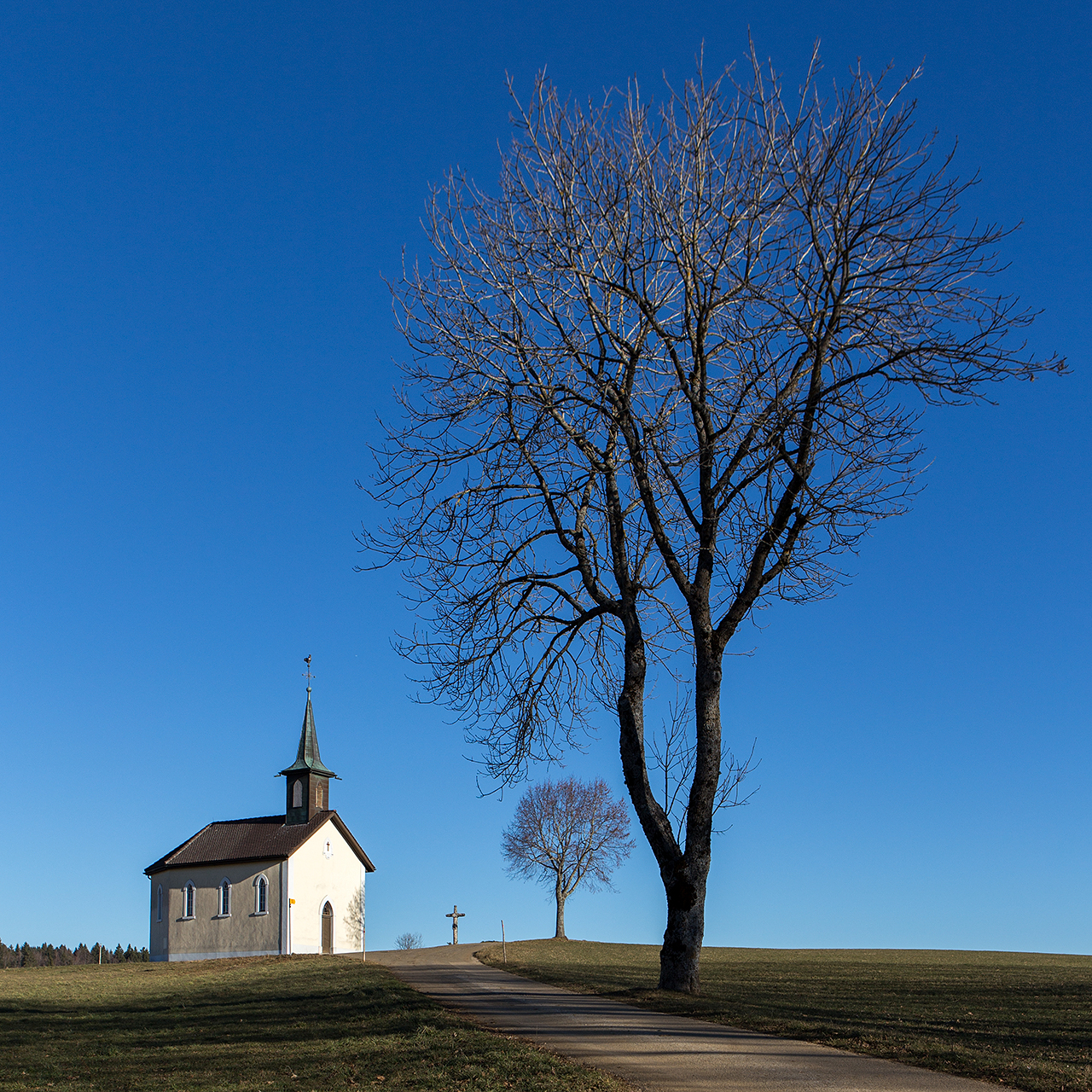
La cappella di Jeanne Froidevaux

- Cappella cattolica di Jeanne Froidevaux in località La Bosse, eretta nel 1719 e ricostruita nel 1897[1].

## Società

### Evoluzione demografica
L'evoluzione demografica è riportata nella seguente tabella:
Abitanti censiti

## Geografia antropica

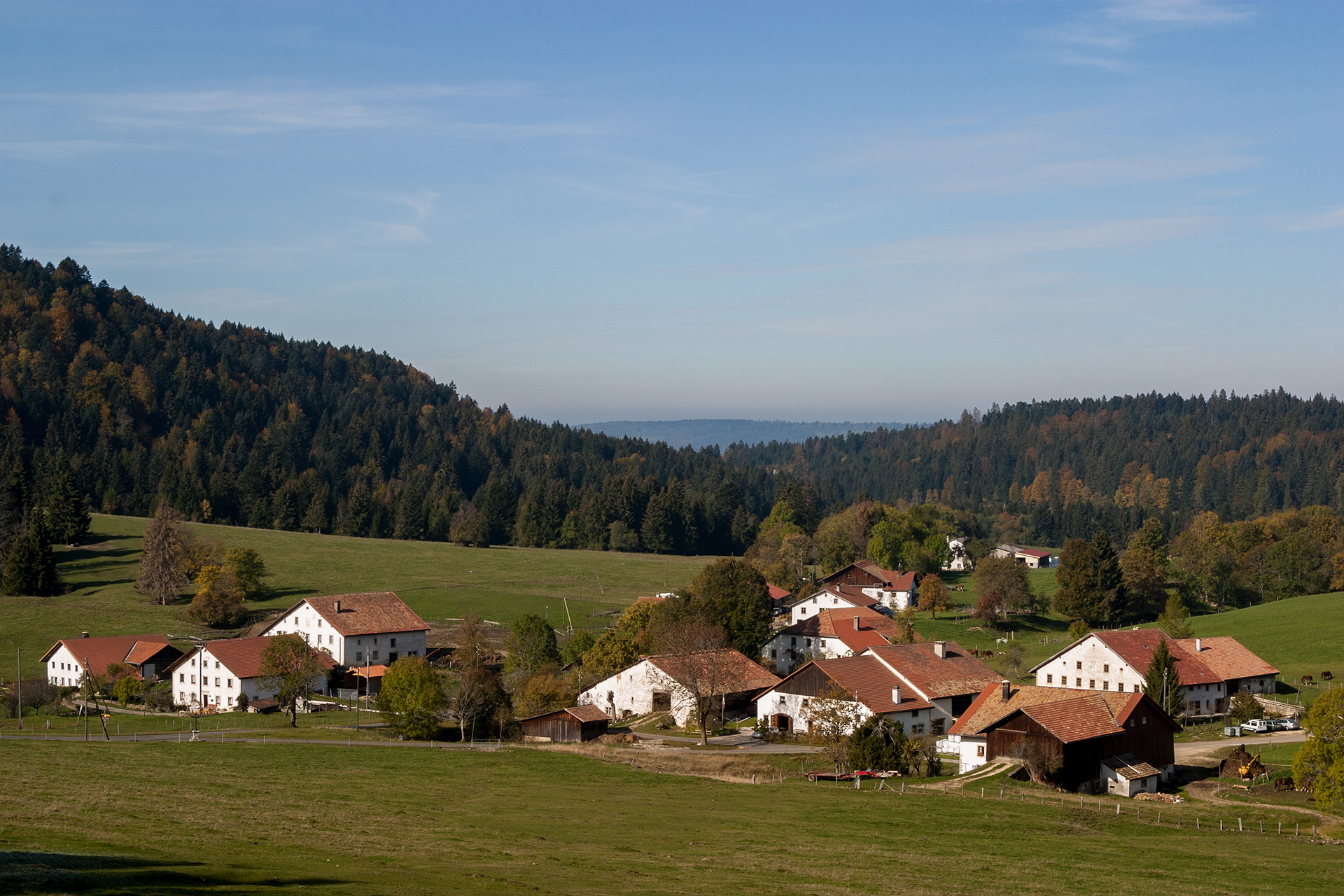
La Bosse

Le frazioni di Le Bémont sono:
- La Bosse
- Les Communances[senza fonte]
- Les Cufattes[senza fonte]
- Les Rouges-Terres

## Amministrazione
Ogni famiglia originaria del luogo fa parte del cosiddetto comune patriziale e ha la responsabilità della manutenzione di ogni bene ricadente all'interno dei confini del comune.